# Ona (Abakan)
Pour les articles homonymes, voir Ona.
L'Ona (en russe : Она) est une rivière de Russie qui coule dans la 
république de Khakassie, dans le sud de la Sibérie. C'est un affluent de l'Abakan en rive droite, donc un sous-affluent de l'Ienisseï.

## Géographie
L'Ona prend sa source dans le sud de la république de Khakassie, dans la partie centrale des monts Saïan occidentaux. La rivière coule globalement depuis le sud vers le nord. Elle se jette dans l'Abakan en rive droite à Oust-Ona, à plus ou moins 20 kilomètres en amont de la ville d'Abaza.
La rivière est généralement prise dans les glaces depuis le début du mois de novembre, jusqu'à la fin du mois d'avril.

## Localités traversées
Il n'y a guère de localités importantes dans la vallée de l'Ona. On doit cependant citer le petit centre de Koubaïka, ainsi que les villages d'Oninskaïa Zastava et d'Oust-Ona. 

## Tourisme
L'Ona coule dans une région des plus pittoresques. Son cours est entrecoupé de nombreux et importants rapides. Elle constitue de ce fait une destination privilégiée pour les touristes sportifs amateurs de rafting.

## Affluents
- Le Bolchoï On (rive droite)

## Hydrométrie - Les débits mensuels à Maly Anzas
L'Ona est une rivière abondante et assez régulière.
Son débit a été observé pendant 40 ans (au long de la période 1951 - 1993) à Maly Anzas, petite localité située à quelque 22 kilomètres de son confluent avec l'Abakan, et à une altitude de 592 mètres. 
À Maly Anzas, le module observé sur cette période était de 60,9 m3/s pour une surface de drainage de 4 410 km2, soit approximativement 92 % de la totalité du bassin versant de la rivière qui en compte 4 800. La lame d'eau d'écoulement annuel dans ce bassin se montait de ce fait à 436 millimètres, ce qui peut être considéré comme assez élevé dans le cadre sibérien, et résulte de l'abondance des précipitations observée dans son bassin versant.
Les hautes eaux se déroulent au printemps et en été, du mois de mai au mois d'août, avec un sommet en mai-juin, ce qui correspond au dégel et à la fonte des neiges du bassin. Dès le mois de juillet, le débit baisse progressivement tout au long de l'été et de l'automne. Il reste très soutenu durant toute la période estivale, sous l'effet de la fonte des glaces et des précipitations de la saison.
Au mois de novembre, le débit de la rivière baisse fortement, ce qui mène à la période des basses eaux ou étiage annuel. Celui-ci a lieu de décembre à mars inclus. 
Le débit moyen mensuel observé en mars (minimum d'étiage) est de 9,57 m3/s, soit moins de 6 % du débit moyen du mois de juin (167 m3/s), ce qui souligne une amplitude plutôt modérée des variations saisonnières, du moins dans le contexte sibérien. Sur la durée d'observation de 40 ans, le débit mensuel minimal a été de 6,21 m3/s en mars 1976, tandis que le débit mensuel maximal s'élevait à 399 m3/s en juin 1954.
En ce qui concerne la période estivale, la plus importante car libre de glaces (de mai à septembre inclus), le débit minimal observé sur cette même période, a été de 34,0 m3/s en août 1974, ce qui restait très confortable. Un débit mensuel estival inférieur à 30 m3/s est très improbable. 